# Рю Хьонджін
Рю Хьонджін (кор.: хангиль: 류현진, ханча: 柳賢振; корейська вимова: [ȴu.çʌndʑin]; народився 25 березня 1987) — південнокорейський професійний бейсбольний пітчер команди Hanwha Eagles з Ліги KBO . Він також грав у Вищій лізі бейсболу (MLB) за Лос-Анджелес Доджерс і Торонто Блю Джейс .
У 2013 році, провівши сім сезонів за «Іглз», він став першим гравцем з KBO, який приєднався до команди MLB через систему повідомлень . Під час Світової серії 2018 року Рю став першим корейським пітчером, який стартував у грі Світової серії . У 2019 році Рю отримав участь у своєму першому матчі всіх зірок Вищої ліги бейсболу . Протягом того сезону він лідирував у рейтингу зароблених результатів (ERA) і досяг ERA 1,26 у своїх перших 14 стартах, що є найнижчим показником пітчера «Доджерс» з моменту, коли ця статистика стала офіційною в 1912 році.

## Молодість та освіта
Рю народився в Інчхоні, Південна Корея 25 березня 1987 року, і відвідував середню школу Донсан в Інчхоні. Він працює над здобуттям ступеня магістра з громадського фізичного виховання в університеті Теджон. Коли Рю було 10, його батько купив йому рукавичку для лівші, яка одягається на праву руку, тож Рю навчився кидати лівою рукою.

## Кар'єра

### Аматорський
У 2004 році Рю переніс операцію Томмі Джона і не брав участі в офіційних матчах. У 2005 році він привів свою команду до Відкритого національного чемпіонату середньої школи Blue Dragon, виконавши 22 послідовні нульові інінги як ас команди і відбивши на турнірі 0,389. Його назвали найкращим пітчером.
У 2005 році Рю був обраний до національної юніорської збірної Південної Кореї, яка посіла друге місце на 6-му юніорському чемпіонаті Азії з бейсболу в Сеулі, Південна Корея. Рю розпочав півфінальний матч проти Китайського Тайбею (Тайвань) і допоміг своїй команді дійти до фіналу, записавши десять страйк-аутів і віддавши один незароблений пробіг після чотирьох ударів за шість подач. Під час змагань він кидав8+1⁄3 подач із 14 викресленнями, і відмовився від незаробленої серії за п'ять ударів у трьох іграх (один старт).
У 2005 році, будучи студентом третього курсу середньої школи, він брав участь у 60-му національному чемпіонаті з бейсболу серед середніх школярів. У грі проти Seongnam High School у чвертьфіналі він зробив шатаут, забивши 17.

### Hanwha Eagles (2006—2012)
У липні 2005 року Рю був обраний Hanwha Eagles як 1-й вибір у другому раунді драфту Ліги KBO 2006, і 12 квітня 2006 року він дебютував на професійному рівні. У свій дебютний 2006 рік Рю закінчив з результатом 18-6 перемог і поразок, 2,23 ERA і 205 викреслюваннями за 201,2 подач. Він здобув Потрійну корону, і врешті-решт був названий новачком року та гравцем року. Він став єдиним гравцем в історії KBO, який виграв і нагороду «Новачок року», і нагороду MVP в одному сезоні.
У сезоні 2006 року у віці 19 років він став першим корейським гравцем, який виграв звання «Новачок року» і «MVP» одночасно за 25 років, а також другим пітчером, який виграв «Потрійну корону» після Сон Дон Йоля.
У 2006 році він став першим корейським пітчером, який взяв участь в Азіатських іграх у Досі з часів Lotte Giants Joo Hyung-kwang у 1996 році, з 18 перемогами, 6 поразками, 204 аутами та 2,23 ERA.
У серпні 2008 року Рю змагався за збірну Південної Кореї з бейсболу на літніх Олімпійських іграх 2008 року, де вони виграли золоту медаль у бейсбольному турнірі. У третій грі команди за коловою системою Рю здобув повну перемогу над Канадою з рахунком 1:0, забивши п'ять ударів. У грі за золоту медаль проти Куби він кинув 81⁄3 дозволяючи два зароблені пробіжки за перемогу 3–2.
У березні 2009 року він представляв національну збірну Південної Кореї з бейсболу на World Baseball Classic 2009, де команда посіла друге місце після майбутнього чемпіона Японії. У 2010 році Рю грав на Азійських іграх 2010 року, де збірна Південної Кореї з бейсболу виграла золоту медаль у бейсболі. 11 травня 2010 року Рю став першим пітчером в історії, який забив 17 ударів у грі з дев'яти інінгів проти LG Twins на бейсбольному стадіоні Cheongju Sports Complex.
У 2012 році Рю фінішував із показником ERA 2,66 і 210 викресленнями, але отримав лише 9–9 перемог і поразок і десять разів без рішень . Рю неодноразово висловлював своє бажання грати у Сполучених Штатах у Вищій бейсбольній лізі, і скаути багатьох команд MLB відвідували Корею, щоб побачити його подачу. Нарешті, 29 жовтня 2012 року «Іглз» оголосили, що Рю буде призначено на посаду вже 1 листопада 2012 року, щоб команди MLB мали змогу подати заявку на право вести з ним переговори.

### Лос-Анджелес Доджерс (2013—2019)
9 листопада 2012 року «Іглз» прийняли пропозицію « Лос-Анджелес Доджерс» у розмірі 25,7 мільйонів доларів, давши їм 30-денний період для спроби домовитися про контракт із Рю. 9 грудня він підписав шестирічну угоду на 36 мільйонів доларів, яка включала можливість відмовитися від неї після 5-го року, якщо були досягнуті певні показники продуктивності (750 подач до 5-го року, в середньому 150 подач на рік). .

#### 2013 рік

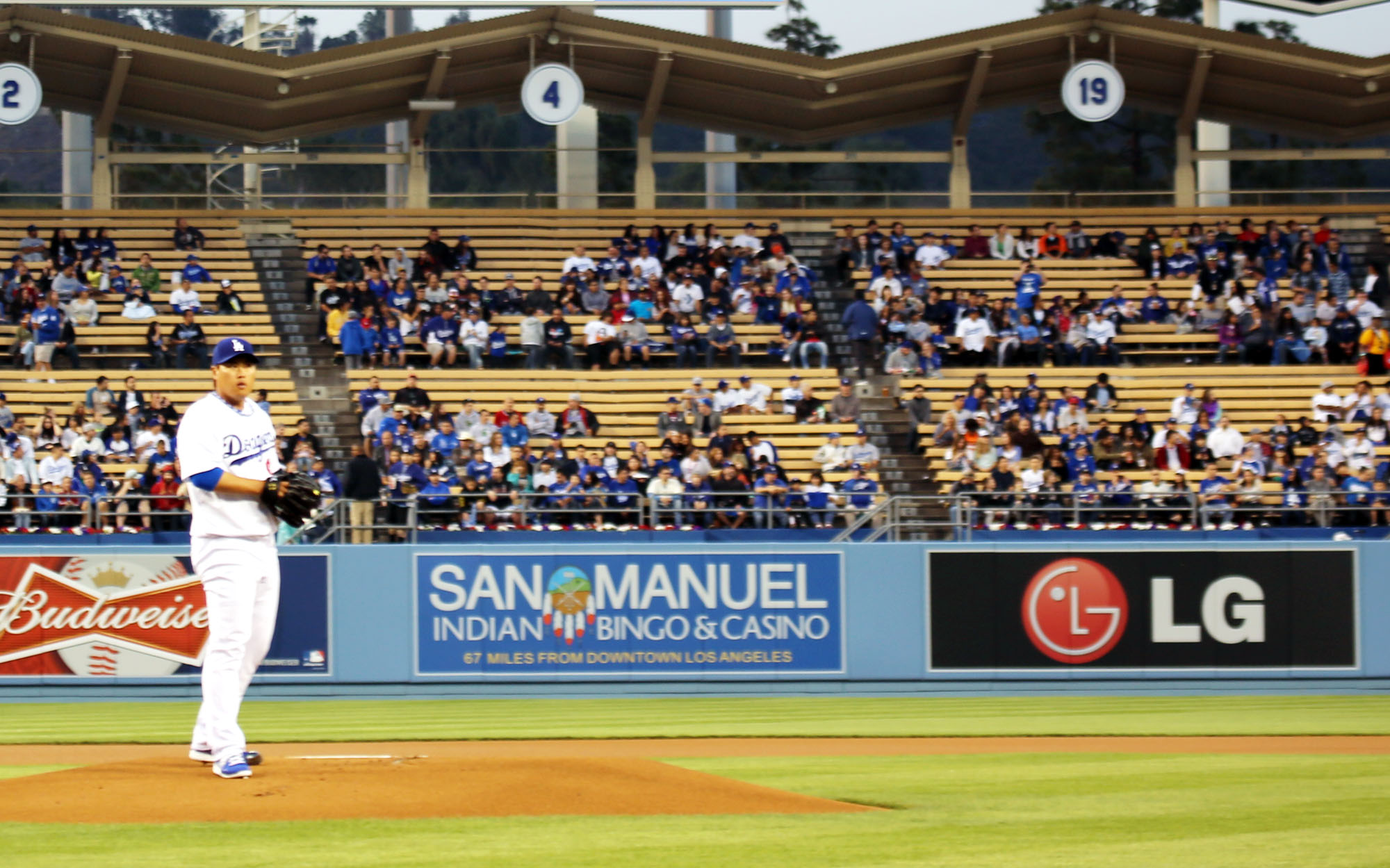
Рю на пітчингу на стадіоні Доджер у квітні 2013 року.

17 березня 2013 року Рю здобув свою першу перемогу як Доджер, правда, у весняній тренувальній грі на День Святого Патріка. Він дозволив лише один забіг5+2⁄3 подач, і зняв останніх 11 гравців, з якими він зіткнувся. Він вибив шість і дозволив лише п'ятьом досягти бази.
Рю дебютував у Вищій лізі бейсболу в стартовому матчі проти Сан-Франциско Джайентс 2 квітня 2013 року. Він допустив 10 ударів за 6,1 подач, але лише один зароблений пробіг. Рю здобув свою першу перемогу у Вищій лізі 7 квітня над Pittsburgh Pirates . 13 квітня проти « Арізона Даймондбекс» він зробив свій перший удар у вищій лізі, зробивши дубль у третьому інінгу. Він став першим пітчером Доджерс, який отримав три удари в грі після Ренді Вульфа в 2009 році . Ця гра також стала його сотою перемогою в кар'єрі в Південній Кореї та США разом узятих.
1 травня 2013 року Рю провів шість інінгів проти « Колорадо Скелястих гор» і відбив 12 ударів, що є його найвищою кількістю викреслень у грі MLB.
28 травня 2013 року Рю провів повний шатаут проти « Лос-Анджелес Енджелз» з Анахайма, зробивши сім ударів, не пропустивши жодного удару та пропустивши лише два удари. Це був перший шатаут у кар'єрі Рю в МЛБ і перший шатаут для пітчера корейського походження після Чан Хо Пака та Сун У Кіма . У 30 стартах з «Доджерс» у 2013 році Рю мав 14–8 з ERA 3,00. Бейсбольна Америка вибрала його до щорічної «Команди новачків».

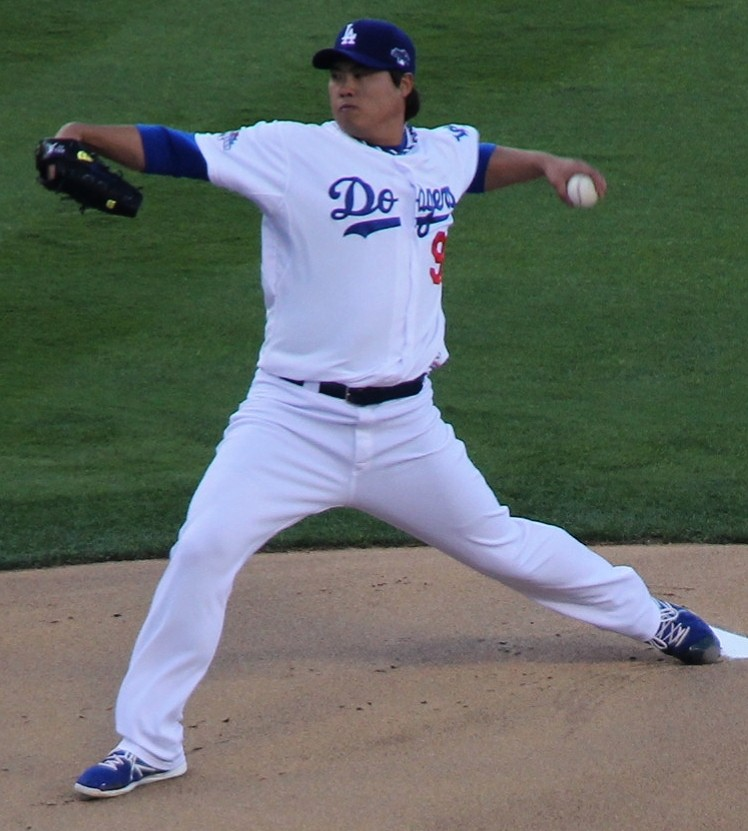
Пітчинг Рю в жовтні 2013 року.

6 жовтня 2013 року Рю став першим південнокорейцем, який виступив у стартовому складі матчу Вищої бейсбольної ліги після сезону.

#### 2014 рік
У своєму першому старті в сезоні 2014 року в Сіднеї, Австралія, Рю зіграв D-backs нульовими за п'ять подач роботи. У 2014 році він провів 26 ігор за «Доджерс», незважаючи на те, що програв через різні травми. Він закінчив 14–7 з ERA 3,38.

#### 2015 рік
Рю розпочав весняні тренування з оптимізмом, що він зможе досягти рекорду кар'єри — 200 подач у 2015 році. Однак його закрили на початку табору через напруження спини, хоча він сказав, що його це не хвилює. Коли він знову почав кидати, у нього розболілося плече, і Доджерс вирішили закрити його на два тижні. Незважаючи на повідомлення про те, що у квітні у Рю не було болю, Доджерс вжили запобіжних заходів і 4 травня внесли його до списку непрацездатності на 60 днів через спорадичний біль у плечі протягом попереднього сезону. Незабаром після цього «Доджерс» помітили брак швидкості під час його сесії КПЗ, і Рю вирішив зробити операцію на плечі, щоб полегшити проблему. 21 травня Рю переніс операцію, щоб відновити губу лівого плеча, і його шанси на подачу в сезоні 2015 року припинилися.

#### 2016 рік
Зрештою Рю знову приєднався до Доджерс 7 липня 2016 року та почав проти Сан-Дієго Падрес . Він допустив вісім ударів, чотири з них для додаткових баз у 42⁄3 6–0. Однак він повідомив про дискомфорт у лікті після гри, і його повернули до списку інвалідів. 28 вересня йому зробили операцію з видалення лівого ліктя.

#### 2017 рік
Програвши перші чотири рішення в сезоні, Рю здобув свою першу перемогу у вищій лізі з сезону 2014 30 квітня 2017 року в перемозі 5–3 проти « Філадельфії Філліс» . 25 травня він зробив чотири нульові подачі з КПЗ, щоб забрати свій перший сейв у вищій лізі в перемозі 7–4 проти Сент-Луїс Кардіналс . У 2017 році Рю вийшов у стартовому складі «Доджерс» 24 рази (і один раз вийшов на заміну) і мав результат 5–9 з ERA 3,77, 116 аутами та 45 прогулянок.

#### 2018 рік
Рю розпочав сезон з результатом 3–0 з результатом ERA 2,12 за 6 стартів, перш ніж потрапити до списку інвалідів через травму паху. 2 червня 2018 року йому внесли листок непрацездатності на 60 днів. Загалом Рю зіграв 15 стартів з командою, зробивши 7–3 з 1,97 ERA, опублікувавши 85 аутів і 15 програвання. 24 жовтня 2018 року Рю став першим корейським пітчером, який стартував у грі Світової серії, коли він стартував у грі 2 серії на Fenway Park у Бостоні. Після сезону Рю став вільним агентом, але прийняв пропозицію «Доджерс» про те, щоб залишитися в клубі на 2019 рік і заплатити 17,9 мільйона доларів.

#### 2019 рік
Після травм Клейтона Кершоу та Річа Хілла Рю назвали першим гравцем сезону 2019 року . 7 травня 2019 року Рю вдруге в кар'єрі програв шатаут проти « Атланта Брейвз» . Він забив шість ударів, не пройшов жодного і забив чотири удари в перемозі 9–0. У своєму наступному матчі проти «Вашингтон Нешнлз» 12 травня 2019 року він не зробив жодної ставки, перш ніж віддати дубль Херардо Парра у восьмому інінгу з одним аутом. Він закінчив гру, виконавши 8 подач, дев'ять ударів у аут, один пройшов і пропустив один удар у перемозі проти « Вашингтон Нешнлз» з рахунком 6–0. Його два виступи на подачах принесли йому звання гравця тижня в Нідерландах . 19 травня 2019 року він зіграв 7 подач на шакауті проти « Цинциннаті Редс», продовживши серію нульових подач поспіль до 31. Ця серія стала десятою за довжиною в історії Доджерс і на 28 менше командного рекорду в 59, встановленого Орлом Хершизером у 1988 році. У травні Рю виграв «Пітчера місяця» MLB, отримавши 5–0 з ERA 0,59, зробивши 36 ударів, 3 удари, дозволивши три зароблені рани. Його було обрано стартовим пітчером Національної ліги для його першого матчу зірок на Матчі зірок MLB 2019 . 22 вересня Рю вперше в кар'єрі здійснив хоум-ран-оф Антоніо Сенцателу з « Колорадо Рокіз» . Він завершив регулярний сезон із рекордом 14–5, найкращим ERA сезону MLB 2,32 і найнижчим коефіцієнтом прогулянок за дев'ять подач 1,183. Рю посів друге місце в голосуванні за премію Національної ліги Сай Янга .

### Торонто Блю Джейс (2020—2023)

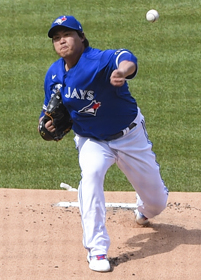
Рю виступає з Блю Джейс у 2020 році

27 грудня 2019 року Рю підписав чотирирічний контракт із « Торонто Блю Джейс» на суму 80 мільйонів доларів.
Через пандемію COVID-19 сезон Blue Jays 2020 розпочався лише 24 липня. Цього дня Хюн Джин дебютував у складі «Блю Джейс» як стартовий пітчер у День відкриття, закинувши 42⁄3 перемозі Торонто 6–4 над Тампа Бей Рейс . Далі він закінчив регулярний сезон із результатом 5–2 за 12 стартів із ERA 2,69 за 62 подачі з 72 викресленнями та 17 прогулянками. 24 вересня 2020 року, під час свого останнього старту в регулярному сезоні, Рю став першим стартовим пітчером Блю Джейс у тому сезоні, який вийшов у 7-й інінг, і другим гравцем, який зробив 100 кидків, а також зробив 0 ранів, 5 ударів і 2 програвання, 4 викреслення та перемога рішенням суддів у перемозі 4–1 над « Нью-Йорк Янкіз», щоб допомогти отримати клінч перше післясезонне місце «Блю Джейс» з 2016 року. Він посів третє місце в голосуванні за нагороду Сай Янга Американської ліги 2020 року та виграв нагороду Уоррена Спана, яку кожного сезону вручає Музей спорту Оклахоми найкращому лівому пітчеру Вищої ліги бейсболу (MLB).
У 2021 році Хюн Чжин 31 раз вийшов у стартовому складі Торонто, досягнувши рекорду 14–10 і 4,37 ERA, зробивши 143 викреслення та 37 викидів за 169,0 подач. У 2022 році Рю 6 разів стартував за «Блю Джейс», досягнувши рекорду 2–0 і 5,67 ERA із 16 викресленнями за 27,0 подач. 2 червня 2022 року його було знято зі старту проти « Чикаго Вайт Сокс» невдовзі після досягнення 1000 подач за кар'єру. Пізніше йому було діагностовано пошкодження ліктьової колатеральної зв'язки, і 18 червня йому зробили операцію Томмі Джона 1 серпня 2023 року Рю дебютував у сезоні та вперше стартував у складі «Блю Джейс» у поразці з рахунком 3–13 проти « Балтімор Оріолс» . За підсумками сезону він став вільним агентом.

### Hanwha Eagles (друге перебування)
20 лютого 2024 року Рю досяг угоди повернутися до Південної Кореї, щоб грати за свою стару команду Hanwha Eagles протягом восьми років і 17 мільярдів вон, що є найбільшим контрактом в історії Ліги KBO.

## Стиль подачі
Рю — це 6 фут 3 дюйм (1,91 м), 255 lb лівий глечик. Він кидає швидкий м'яч, сидячи 89–92 миль/год (максимум 95 миль/год), різак, вигнута куля, повзунок і зміна. Скаути кажуть, що зміна — це його найкраща подача і законна аут-подача на рівні вищої ліги. Рю також привернув увагу своєю здатністю розташовувати свої поля в зоні удару. За свою кар'єру в MLB він опублікував BB/9 (показник прогулянок за дев'ять подач) 2,0.
Протягом сезону 2019 року Рю є єдиним пітчером, який народився в Азії, який має ERA кар'єри нижче 3,00 (мінімум 500 подач) в історії вищої ліги. Його ERA кар'єри MLB становить 3,27 до сезону 2023 року.

## Популярність

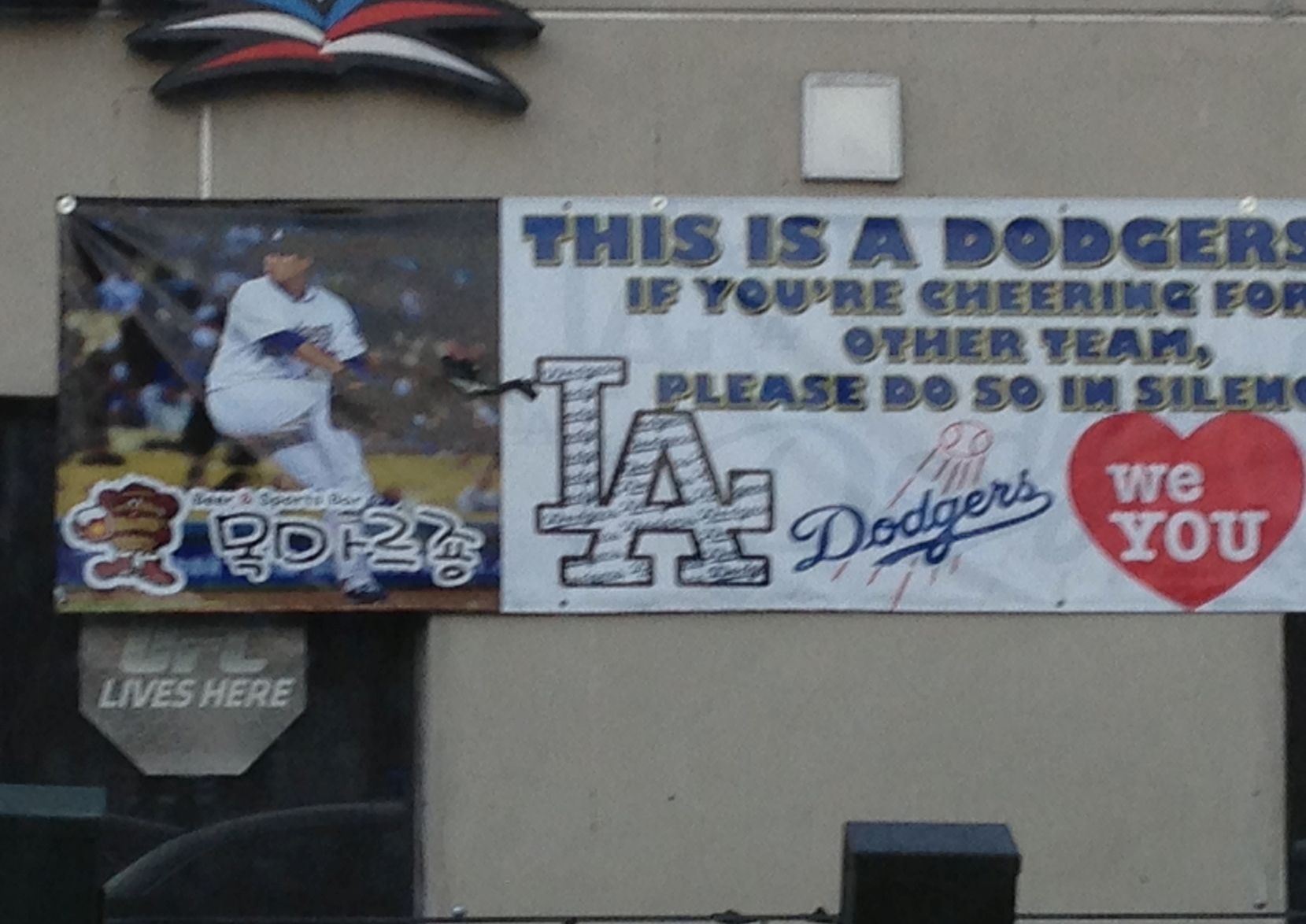
Банер на підтримку Рю висить у Корейському кварталі в Лос-Анджелесі в липні 2013 року.

Рю користується популярністю серед південнокорейських бейсболістів, приваблюючи південнокорейських уболівальників, а також шанувальників корейського походження майже на кожному стадіоні, на якому він виступає. 22 липня 2013 року, після перемоги з рахунком 14–5 проти « Торонто Блю Джейс» у Роджерс-Центрі, кілька сотень уболівальників корейського походження залишилися після гри, щоб аплодувати Рю стоячи, що було звичайною практикою під час гри, але рідкістю для після гри відбудеться овація.
Рю настільки шанують у Південній Кореї, що жоден гравець Hanwha Eagles не носив його номер. 99 з тих пір, як він пішов у вищу лігу в 2012 році.

## Особисте життя
5 січня 2018 року Рю одружився з корейським спортивним репортером Бе Джи Хюном. Весілля влаштував Кім Ін Сік, перший менеджер Рю в Hanwha. 11 жовтня 2019 року пара оголосила, що чекає первістка. 17 травня 2020 року у них народилася дочка Пізніше, 24 липня 2022 року, Рю оголосив, що його дружина вагітна другою дитиною. Їхня друга дитина, син, народилася в Торонто 29 вересня 2022 року.

## У масовій культурі
- Рю з'явився в Running Man з Шін-Су Чу в епізоді 119; Бе Сюзі на еп. 171, 172 і 173; з Кан Чон Хо на еп. 227; і з Кван Хюном Кімом на еп. 534.
- Рю зіграв епізодичну роль у спортивній комедії «Містер Го» про горилу, яка стає суперзіркою бейсболу.
- Рю з'явився в «Господарі в домі» (південнокорейський телесеріал) в епізодах 152 і 153

## Міжнародний конкурс
| рік      | Місце проведення  | Конкуренція                                   | Команда | Індивідуальна примітка                   |
| -------- | ----------------- | --------------------------------------------- | ------- | ---------------------------------------- |
| 2005 рік | Південна Корея    | Чемпіонат Азії з бейсболу серед юніорів       |         | 0–0; 0,00 ERA (3 G, 8,1 IP, 0 ER, 14 K)  |
| 2006 рік | Катар             | Азійські ігри                                 |         | 0–0; 9,95 ERA (2 G, 6,1 IP, 7 ER, 6 K)   |
| 2007 рік | Китайський Тайбей | Чемпіонат Азії з бейсболу                     |         | 1–0; 0,00 ERA (1 G, 5,0 IP, 0 ER, 5 K)   |
| 2008 рік | Китайський Тайбей | Фінальний олімпійський кваліфікаційний турнір |         | 0–1; 3.00 ERA (2 G, 6.0 IP, 2 ER, 7 K)   |
| 2008 рік | КНР               | Олімпійські ігри                              |         | 2–0; 1,04 ERA (2 G, 17,1 IP, 2 ER, 13 K) |
| 2009 рік | США               | Світова бейсбольна класика                    |         | 1–0; 2,57 ERA (5 G, 7,0 IP, 2 ER, 7 K)   |
| 2010 рік | КНР               | Азійські ігри                                 |         | 1–0; 3.60 ERA (2 G, 10.0 IP, 4 ER, 8 K)  |